# Огл, Чарльз
Чарльз Стэнтон Огл (англ. Charles Stanton Ogle; 1865—1940) — американский характерный актёр немого кино.

## Биография

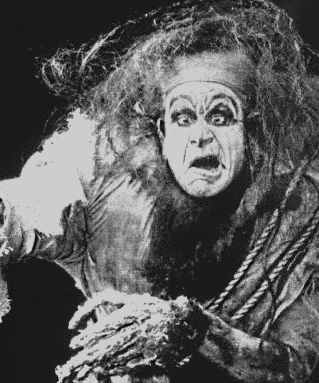
Чарльз Огл в роли монстра в фильме Франкенштейн

Чарльз Стэнтон Огл родился в Стьюбенвилле 5 июня 1865 года, в семье проповедника Джозефа К. Огла. Чарльз начинал выступать в театре, уже в 1905 году он появился на Бродвее. Три года спустя он начал карьеру в кино, сначала работая на киностудию Эдисона в Бронксе, Нью-Йорк. Первый фильм в котором он снялся был «Бостонское чаепитие» (1908) режиссёра Эдвина Портера. В 1910 году вышла первая экранизация романа Мэри Шелли «Франкенштейн», где Огл исполнил роль монстра, таким образом он стал первым актёром в истории воплотившим данную роль на экране. В 1911 году Чарльз поженился на театральной актрисе Этель Полин Грин (1883—1964). Далее последовала одна из главных ролей в первом сериале выпущенном в США «Что случилось с Мэри?» (1912). В 1920 году Огл сыграл Джона Сильвера в фильме «Остров сокровищ» с Лоном Чейни в одной из ролей. За свою актёрскую карьеру, вплоть до 1926 года Чарльз Огл сыграл в более чем трёхстах фильмах.

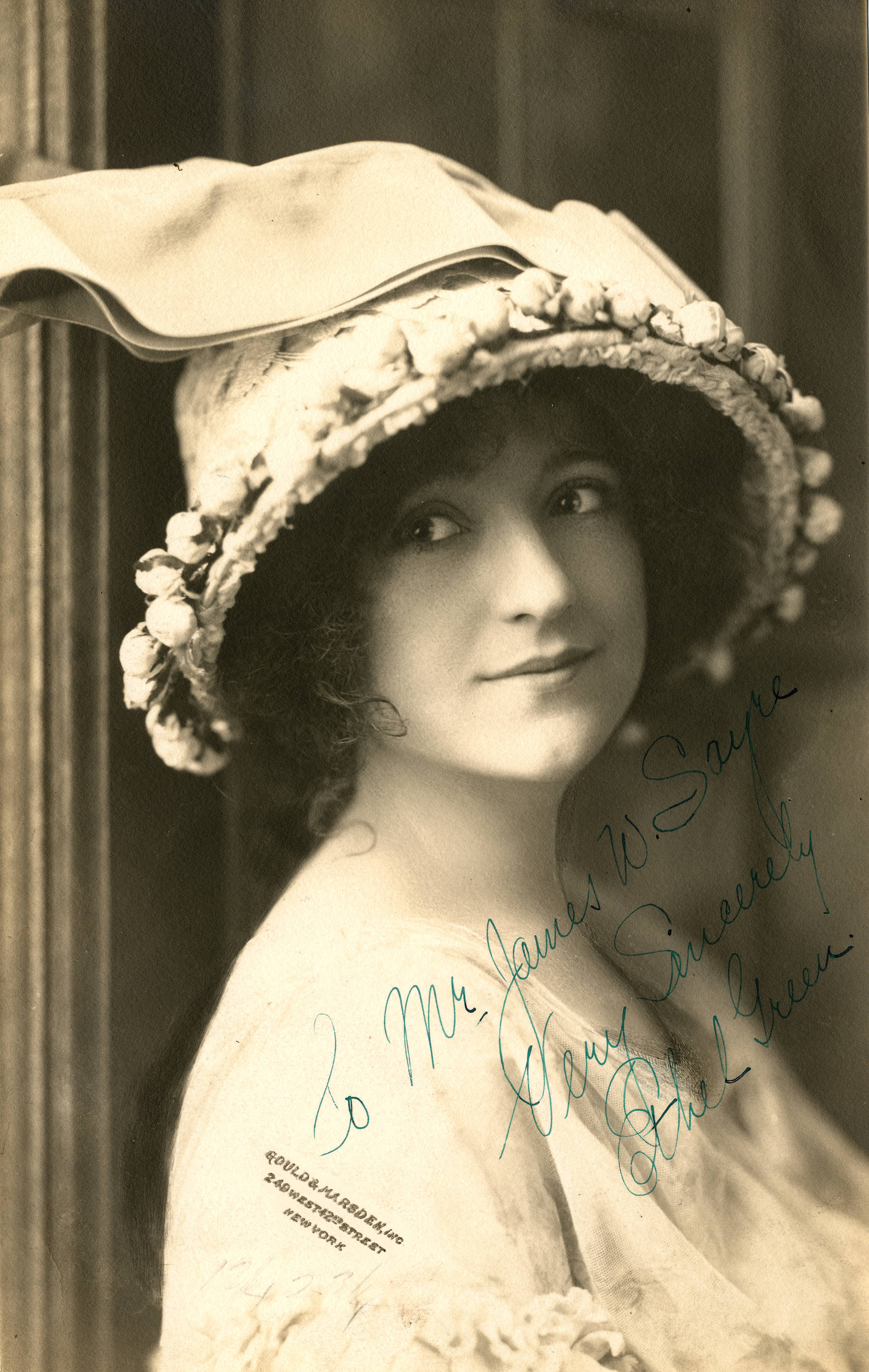
Этель Полин Грин, жена Огла, 1912 год.

Чарльз Огл умер в 1940 году в Лонг-Бич (Калифорния) от атеросклероза и был похоронен на кладбище Форест-Лаун в Глендейл (Калифорния).

## Культурное влияние
Одна из номинаций театральной премии Mark Time Awards, называется The Charles Ogle Award в честь Чарльза Огла, начиная с 1998 года она ежегодно вручается за лучшую театральную фэнтези или хоррор постановку.

## Избранная фильмография
- 1910 — Франкенштейн
- 1910 — Рождественская песнь
- 1920 — Остров сокровищ / Treasure Island — пират Джон Сильвер
- 1922 — Молодой раджа — Джошуа Джадд